# 柳井・平生バイパス
柳井・平生バイパス（やない・ひらおバイパス）は、国道188号の現在計画中のバイパスである。区間は山口県柳井市南町５丁目から熊毛郡平生町大字宇佐木。延長2.2km。

## 概要
- 起点：山口県柳井市南町５丁目
- 終点：山口県熊毛郡平生町大字宇佐木
- 全長：2.2km

- 車線数：4車線
- 設計速度：60km/h

柳井地区広域消防本部付近を起点に、周東総合病院を結んだ後、熊毛郡平生町大字宇佐木付近に至る現在計画中のバイパス道路である。幹線道路の交通渋滞の緩和や、第二次救急へのアクセス性が向上し、救急医療活動を支援できることが期待されている。
2018年（平成30年）6月に山口県知事が国土交通省に事業化要望。
その後、2018年（平成30年）から2019年（平成31年、令和元年）にかけて、山口県知事や県東部高速交通体系整備促進協議会、柳井市長、平生町長などにより国土交通省への要望などが行われた。
2020年（令和2年）3月31日に国土交通省から令和２年度当初予算概要が公表され、『一般国道188号柳井・平生バイパス』が新規事業化箇所として示された。調査設計に着手する予定。

## 地理

### 自然
- 土穂石川

### 沿線の主な施設
- 周東総合病院